# Rokonlelkek
A Rokonlelkek (eredeti cím: The Art of Getting By) 2011-ben bemutatott amerikai romantikus filmvígjáték, melyet elsőfilmes rendezőként Gavin Wiesen írt és rendezett. A főbb szerepekben Freddie Highmore, Emma Roberts, Michael Angarano, Elizabeth Reaser, Sam Robards, Rita Wilson és Blair Underwood látható. 
A filmet Homework címmel mutatták be a 2011-es Sundance Filmfesztiválon.

## Rövid történet
Egy magányos és fatalista tinédzser fiú úgy jut el a középiskola végéig, hogy még egy rendes iskolai napot sem csinált végig. Összebarátkozik egy népszerű, de bonyolult lelkivilágú lánnyal, aki felismeri benne a rokonlelket.

## Cselekmény
George magányos gimnazista, aki előszeretettel rajzol és lóg az órákról. Nihilista világnézete van, ezért soha nem csinál házi feladatot, és gyakran lóg az iskolából. Tanulmányi fegyelmezetlensége miatt próbaidőre ítélik.
Egy nap az iskola tetején találkozik egy osztálytársával, Sallyvel, aki titokban dohányzik. Amikor megjelenik egy tanár, George elővesz egy cigarettát, és elviszi a balhét Sally helyett. Barátok lesznek.
George megismerkedik egy fiatal művésszel, Dustinnal, akit inspirálónak talál. Magával viszi Sallyt, hogy meglátogassa Dustint a brooklyni műtermében, és kiderül, hogy Dustin vonzónak találja Sallyt. Meghívja George-ot egy szilveszteri buliba, ahol egy volt barátjával táncol, George pedig berúg, kimegy, kihányja magát, és elalszik egy sikátorban. A nő ott találja, és magához viszi, az ágya melletti kihúzható ágyon fekteti le. Közel kerülnek egymáshoz, és George egyre jobban bekapcsolódik az iskolába.
Valentin-napon elmennek vacsorázni, és Sally elkezd kérdezősködni, hogy mit gondol róla. George kitér, és a nő megkérdezi tőle, hogy lefekszik-e vele. George megdermed. Sally visszakozik, és azt állítja, hogy csak viccelt. A férfi továbbra is zárkózott marad, és korán távozik. Nem hajlandó fogadni Sally hívásait, és kerüli őt. Egy nap Sally összefut Dustinnal az utcán, és egy idő után kettejük között kapcsolat kezdődik. George, akit ez zavar, abbahagyja a házi feladat elkészítését, és ismét az igazgató irodájába kerül.
Az igazgató két választási lehetőséget ad George-nak: vagy kirúgják, vagy pótolja az összes munkát, amit egész évben elmulasztott. Otthon szembesítik anyjával és mostohaapjával, mire George azzal válaszol, hogy anyjának elmondja, hogy mostohaapja hazudott a munkával kapcsolatban. A mostohaapa rátámad, George pedig leüti, mielőtt lelépne. Elmegy Sally-hez, és az előszobában megcsókolja. Sally visszacsókolja, de George elszakad, mivel Dustin a lakásában van. 
Másnap reggel George megtalálja az anyját a parkban, aki közli vele, hogy elválik a mostohaapjától. George vigasztalja őt, és közben elkezdi újragondolni az életét. Elhatározza, hogy igyekszik elvégezni a feladatokat. A rajztanára azt mondja neki, hogy csak egy pályamunkát kér, de annak őszintének és valóságosnak kell lennie. George dolgozik a feladaton, és leteszi az érettségi vizsgáit. Eközben Sally továbbra is találkozgat Dustinnal.
Egy nap George üzenetet kap Sallytől. Találkoznak, és a lány elmondja neki, hogy Dustinnal hátizsákos túrára megy Európán keresztül, és kihagyja az érettségit. George azt mondja neki, hogy szerelmes belé, és visszamennek a lakásába, ahol megcsókolják egymást. A lány azt mondja neki, hogy ő is szereti őt, és megígéri, hogy egy nap együtt lesznek. George leadja az összes feladatát, és az igazgató azt mondja neki, hogy tudni fogja, hogy átment, ha az érettségin a nevét kiáltják. George rajztanára megtapsolja a projektjét.
A ballagáson George Sally barátaival van, az édesanyja pedig a közönség soraiban. Sally a repülőtéren van Dustinnal. George nevét bemondják, és az édesanyja tapsol. Ezután George a művészeti osztályban van, és nézi a projektjét, Sally portréját. A nő besétál, és csatlakozik hozzá, miközben a film zárásakor a festményt nézi.

## Szereplők
| Szerep                           | Színész            | Magyar hang   |
| -------------------------------- | ------------------ | ------------- |
| George Zinavoy                   | Freddie Highmore   | Aradi Balázs  |
| Sally Howe                       | Emma Roberts       | Földes Eszter |
| Dustin Mason                     | Michael Angarano   | Fehér Tibor   |
| Ms. Herman                       | Alicia Silverstone | Balogh Anikó  |
| Vivian Sargent, George anyja     | Rita Wilson        | Kubik Anna    |
| Bill Martinson igazgató          | Blair Underwood    | Pál András    |
| Charlotte Howe                   | Elizabeth Reaser   | Bodor Böbe    |
| John Sargent, George mostohaapja | Sam Robards        | Rubold Ödön   |
| Mrs. Grimes                      | Ann Dowd           | Kocsis Judit  |

## Filmzene
A film zenéjét a Rhino Records június 14-én adta ki CD-n 12 zeneszámmal.
Számlista
1. "We Will Become Silhouettes" - The Shins
2. "We Drink on the Job" - Earlimart
3. "Sally's Theme" - Alec Puro
4. "Sleep The Clock Around" - Mates of State
5. "This Momentary" - Delphic
6. "Christmas Break" - Alec Puro
7. "Winter Lady" - Leonard Cohen
8. "The Skin of My Yellow Country Teeth" - Clap Your Hands Say Yeah
9. "Sally's Bedroom" - Alec Puro
10. "Spitting Fire" - The Boxer Rebellion
11. "Here" - Pavement
12. "The Trial of the Century" - French Kicks

## A film készítése
A film forgatása 2010. április 23-án fejeződött be New York City-ben.

## Bemutató
A film világpremierje a 2011-es Sundance Filmfesztiválon volt 2011. január 23-án. 2011. november 29-én jelent meg Blu-ray lemezen.

## Fordítás
- Ez a szócikk részben vagy egészben  a   The Art of Getting By című angol Wikipédia-szócikk fordításán alapul.  Az eredeti cikk szerkesztőit annak laptörténete sorolja fel. Ez a jelzés csupán a megfogalmazás eredetét és a szerzői jogokat jelzi, nem szolgál a cikkben szereplő információk forrásmegjelöléseként.